# Тихоголос західний
Тихоголос західний (Arremon abeillei) — вид горобцеподібних птахів родини Passerellidae. Мешкає в Еквадорі та Перу.

## Підвиди
Виділяють два підвиди:
- A. a. abeillei Lesson, R, 1844 — піденно-західний Еквадор і північно-західне Перу;
- A. a. nigriceps Taczanowski, 1880 — північне Перу.

## Поширення і екологія
Західний тихоголос мешкає в сухих і вологих рівнинних тропічних лісах Еквадора і Перу. Живе на висоті до 800 м над рівнем моря.